# Корабль (село)
Корабль — село в Газимуро-Заводском районе Забайкальского края России в составе сельского поселения «Газимуро-Заводское».

## География
Село находится в южной части района на расстоянии примерно 2 километра на юго-запад от села Газимурский Завод. 

## Климат
Климат резко континентальный со средними температурами в январе -26 ÷ -28 °С (абс. минимум -48 °С), в июле + 18 ÷ +20 °С (абс. максимум +38 °С). Кол-во выпадающих осадков от 300 до 500 мм/год. Продолжительность вегетационного периода 130—150 дней.  
Часовой пояс
Село Корабль находится в часовой зоне МСК+6. Смещение применяемого времени относительно UTC составляет +9:00.

## История
Официальный год основания 1878. Образовано изначально как Газимурский хутор. В советское время работали колхоз им.Музгина и совхоз Газ-Заводский. 

## Население
Постоянное население составляло 105 человек в 2002 году (русские 98%), 107 человек в 2010 году.